# ATP Challenger Gwangju
Das ATP Challenger Gwangju (offizieller Name: Gwangju Open) ist ein Tennisturnier in Gwangju, das 2016 zum ersten Mal ausgetragen wurde. Es ist Teil der ATP Challenger Tour und wird auf Hartplatz ausgetragen.

## Liste der Sieger

### Einzel
| Jahr                         | Sieger             | Finalgegner        | Ergebnis       |
| ---------------------------- | ------------------ | ------------------ | -------------- |
| 2025                         | Jason Kubler       | Alibek Katschmasow | 7:5, 6:77, 6:3 |
| 2024                         | Lloyd Harris       | Bu Yunchaokete     | 6:2, 3:6, 6:4  |
| 2023                         | Jordan Thompson    | Max Purcell        | 6:3, 6:2       |
| 2022                         | Zsombor Piros      | Emilio Gómez       | 6:2, 6:4       |
| 2020–2021: nicht ausgetragen |                    |                    |                |
| 2019                         | Jason Jung         | Dudi Sela          | 6:4, 6:2       |
| 2018                         | Maverick Banes     | Nam Ji-sung        | 6:3, 4:6, 6:4  |
| 2017                         | Matthias Bachinger | Yang Tsung-hua     | 6:3, 6:4       |
| 2016                         | Ričardas Berankis  | Grega Žemlja       | 6:3, 6:2       |

### Doppel
| Jahr                         | Sieger                                       | Finalgegner                      | Ergebnis         |
| ---------------------------- | -------------------------------------------- | -------------------------------- | ---------------- |
| 2025                         | Ray Ho Matthew Romios                        | Vasil Kirkov Bart Stevens        | 6:3, 7:66        |
| 2024                         | Lee Jea-moon Song Min-kyu (2)                | Cui Jie Lee Duck-hee             | 1:6, 6:1, [10:3] |
| 2023                         | Evan King Reese Stalder                      | Andrew Harris John-Patrick Smith | 6:4, 6:2         |
| 2022                         | Nicolás Barrientos Miguel Ángel Reyes Varela | Yuki Bhambri Saketh Myneni       | 2:6, 6:3, [10:6] |
| 2020–2021: nicht ausgetragen |                                              |                                  |                  |
| 2019                         | Hsieh Cheng-peng Christopher Rungkat         | Nam Ji-sung Song Min-kyu         | 6:3, 3:6, [10:6] |
| 2018                         | Nam Ji-sung Song Min-kyu (1)                 | Benjamin Lock Jose Statham       | 5:7, 6:3, [10:5] |
| 2017                         | Chen Ti Ben McLachlan                        | Jarryd Chaplin Luke Saville      | 6:3, 6:4         |
| 2016                         | Sanchai Ratiwatana Sonchat Ratiwatana        | Frederik Nielsen David O’Hare    | 6:3, 6:2         |